# Coupe d'Angleterre de football 1938-1939
Navigation
Coupe d'Angleterre 1937-1938 Coupe d'Angleterre 1945-1946
La Coupe d'Angleterre de football 1938-1939 est la 64e édition de la Coupe d'Angleterre, la plus ancienne compétition de football, la Football Association Challenge Cup (généralement connue sous le nom de FA Cup).
Portsmouth FC remporte la compétition pour la première fois de son histoire, battant Wolverhampton Wanderers en finale sur le score de 4 à 1 à Wembley à Londres.

## Compétition

### Quarts de finale
Les quarts de finale ont lieu le 4 mars 1939.
| Équipe 1                | Résultat | Équipe 2          |
| ----------------------- | -------- | ----------------- |
| Portsmouth FC           | 1 - 0    | Preston North End |
| Wolverhampton Wanderers | 2 - 0    | Everton FC        |
| Huddersfield Town       | 1 - 1    | Blackburn Rovers  |
| Chelsea FC              | 0 - 1    | Grimsby Town      |

Match d'appui le 9 mars 1939 :
| Équipe 1         | Résultat | Équipe 2          |
| ---------------- | -------- | ----------------- |
| Blackburn Rovers | 1 - 2    | Huddersfield Town |

### Demi-finales
Les demi finales ont lieu le 25 mars 1939, tous les matchs ont lieu sur terrain neutre.
| Équipe 1                | Résultat | Équipe 2          |
| ----------------------- | -------- | ----------------- |
| Wolverhampton Wanderers | 5 – 0    | Grimsby Town      |
| Portsmouth FC           | 2 – 1    | Huddersfield Town |

### Finale
| Finale de la coupe d'Angleterre 1938-1939 | Portsmouth FC | 4 – 1   | Wolverhampton Wanderers | Wembley, Londres     |                      |
| 29 avril 1939                             |               | (2 – 0) |                         | Spectateurs : 99 370 | Spectateurs : 99 370 |

- Portsmouth FC remporte sa première Coupe d'Angleterre[2].